# Gammelby
Gammelby település Németországban, Schleswig-Holstein tartományban. Lakosainak száma 499 fő (2023. december 31.).

## Népesség
A település népességének változása:
| Lakosok száma | 339  | 520  | 535  | 515  | 497  | 499  |
|               | 1975 | 2017 | 2019 | 2021 | 2022 | 2023 |